# Jesu
Jesu (wymawiany "yayzu") – brytyjska formacja muzyczna założona w 2003 przez Justina Broadricka, byłego członka takich zespołów, jak Napalm Death czy Godflesh, działającego również pod szyldem Final.
Jesu był początkowo projektem jednoosobowym: Broаdrick sam nagrał i wydał pierwszą płytę, zatytułowaną Heart Ache. Pod koniec 2003 r. dołączyli do niego basista Diarmuid Dalton oraz były perkusista Swans i Prong - Ted Parsons. Zespół w trójkę nagrał drugą płytę, a pierwszy pełnoprawny album, zatytułowany po prostu Jesu. W 2006 r. wyszła kolejna EP-ka Jesu, zatytułowana Silver. W roku 2007 światło dzienne ujrzały następne wydawnictwa - albumy Conqueror i Pale Sketches, EP-ki Sundown / Sunrise i Lifeline, oraz split z Eluvium. W przygotowaniu są też splity z Battle of Mice i Envy oraz EP Why Are We Not Perfect.
Muzykę wykonywaną przez Jesu można określić jako rock eksperymentalny, łączący shoegaze oraz drone doom  metal. Słychać w niej także wpływ takich gatunków, jak post-rock, ambient czy rock industrialny. Utwory zespołu charakteryzują się dość powolnym tempem, często oparte na mocnym, potężnym riffie. Zawierają duży ładunek emocji, ukryty w melodiach instrumentów (przede wszystkim gitar) lub wokalizach Broаdricka. Na późniejszych wydawnictwach muzyka staje się bardziej stonowana, spokojniejsza.

## Muzycy

### Obecny skład zespołu
- Justin Broadrick – gitara, śpiew, programowanie, gitara basowa
- Diarmuid Dalton – gitara basowa
- Ted Parsons – perkusja

### Muzycy koncertowi
- Danny Walker – perkusja
- Dave Cochrane – gitara basowa
- Phil Petrocelli – perkusja

### Muzycy sesyjni
- Paul Neville – gitara
- Jarboe – śpiew

## Dyskografia
- Heart Ache (2004) (EP)
- Jesu (2005)
- Silver (2006) (EP)
- Sundown / Sunrise (2007) (EP)
- Conqueror (2007)
- Pale Sketches (2007)
- Lifeline (2007) (EP)
- Jesu & Eluvium (2007) (split)
- Jesu & Envy (2008) (split)
- Jesu & Battle Of Mice (2008) (split)
- Why We Are Not Perfect? (2008) (EP)
- Infinity (2009)
- Opiate Sun (2009) (EP)
- Ascension (2011)
- Everyday I Get Closer to the Light from Which I Came (2013)